# Игонин, Василий Александрович
Василий Александрович Игонин (1925—1945) — ефрейтор Рабоче-крестьянской Красной армии, участник Великой Отечественной войны, Герой Советского Союза (1945 — посмертно).

## Биография
Родился 25 декабря 1925 года в селе Исады. Окончил шесть классов школы, затем школу фабрично-заводского ученичества, после чего работал на заводе. В январе 1943 года Игонин был призван на службу в Рабоче-крестьянскую Красную Армию и направлен на фронт Великой Отечественной войны. К февралю 1945 года гвардии ефрейтор Василий Игонин был пулемётчиком 190-го гвардейского стрелкового полка 63-й гвардейской стрелковой дивизии 6-й гвардейской армии 2-го Прибалтийского фронта. Отличился в боях против Курляндской группировки противника, блокированной на севере Курляндии.
21 февраля 1945 года Игонин участвовал в боях за удержание господствующей высоты под Лиепаей, уничтожив несколько десятков солдат и офицеров противника. Когда возникла угроза прорыва танка «Тигр» к флангу батальона, Игонин с гранатой бросился вперёд и подорвал его, погибнув при этом сам. Первоначально был похоронен на месте боя, но после войны перезахоронен в братской могиле в Приекуле.
Указом Президиума Верховного Совета СССР от 29 июня 1945 года за «образцовое выполнение заданий командования на фронте борьбы с немецкими захватчиками и проявленные при этом отвагу и геройство» гвардии ефрейтор Василий Игонин посмертно был удостоен высокого звания Героя Советского Союза. Также был награждён орденом Ленина и медалью «За отвагу».